# Zbigniew Jedziński
Zbigniew Jedziński, lit. Zbignev Jedinskij (ur. 17 stycznia 1959 w Grodnie) – litewski inżynier, działacz polityczny i samorządowy narodowości polskiej, poseł na Sejm Republiki Litewskiej.

## Życiorys
W 1977 ukończył  szkołę średnią w Podbrodziu, a w 1982 studia w Instytucie Politechnicznym w Kownie. Pracę zawodową rozpoczynał w przedsiębiorstwie maszyn budowlanych, od 1986 do 2001 był naczelnym inżynierem w jednej z firm w Podbrodziu. Następnie obejmował dyrektorskie stanowiska w spółkach prawa handlowego. W 2005 został także doradcą mera rejonu wileńskiego.
Zaangażował się w działalność Związku Polaków na Litwie i Akcji Wyborczej Polaków na Litwie, został wiceprzewodniczącym partii. W 1997, 2000, 2003, 2007 i 2011 wybierany na radnego rejonu święciańskiego. W wyborach parlamentarnych w 2012 startował do parlamentu z listy krajowej AWPL, w głosowaniu otrzymał 6. wynik wśród kandydatów tego ugrupowania. Mandat poselski uzyskał po rezygnacji z jego objęcia złożonej przez Waldemara Tomaszewskiego i Zdzisława Palewicza. W 2016 z powodzeniem ubiegał się o poselską reelekcję.
W wyborach w 2020 był liderem listy wyborczej AWPL-ZChR, jednak jego partia nie przekroczyła progu wyborczego. W nowej kadencji Sejmu objął stanowisko asystenta sejmowego posła Czesława Olszewskiego. W 2022 po inwazji Rosji na Ukrainę sugerował stworzenie sojuszu Polski z Rosją oraz opuszczenie przez Polskę struktur Unii Europejskiej i NATO; w proteście przeciwko tej wypowiedzi partię opuściła m.in. posłanka Beata Pietkiewicz.